# SN 2001cw
SN 2001cw – supernowa typu Ia odkryta 20 maja 2001 roku w galaktyce A152306+2939. W momencie odkrycia miała maksymalną jasność 24,30m.